# Lípy v Kamýku
Lípy v Kamýku je skupina tří památných stromů ve vesnici Kamýk na západ od Švihova. Lípy velkolisté (Tilia platyphyllos Scop.) rostou v nadmořské výšce 500 m, obvody jejich kmenů jsou 340, 470 a 275 cm. Stromy rostou na volném prostranství, poblíž komunikace, na místě původního panského dvora. Jsou chráněny od 2. září 2008 jako krajinná dominanta, esteticky zajímavé a historicky důležité stromy.

## Památné stromy v okolí
- Lípy ve Švihově
- Tyršův dub Předslav

## Galerie

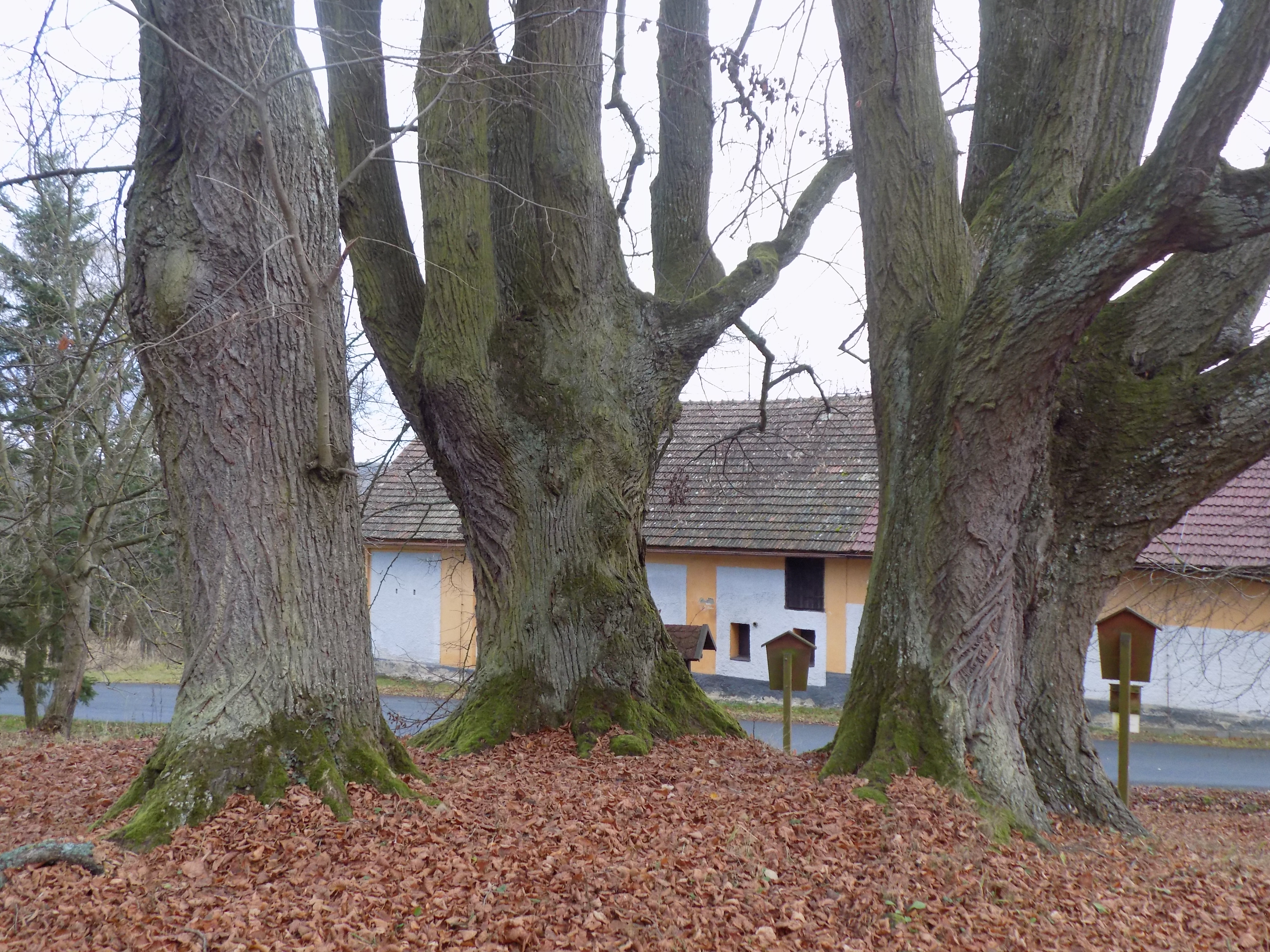
Kmeny lip
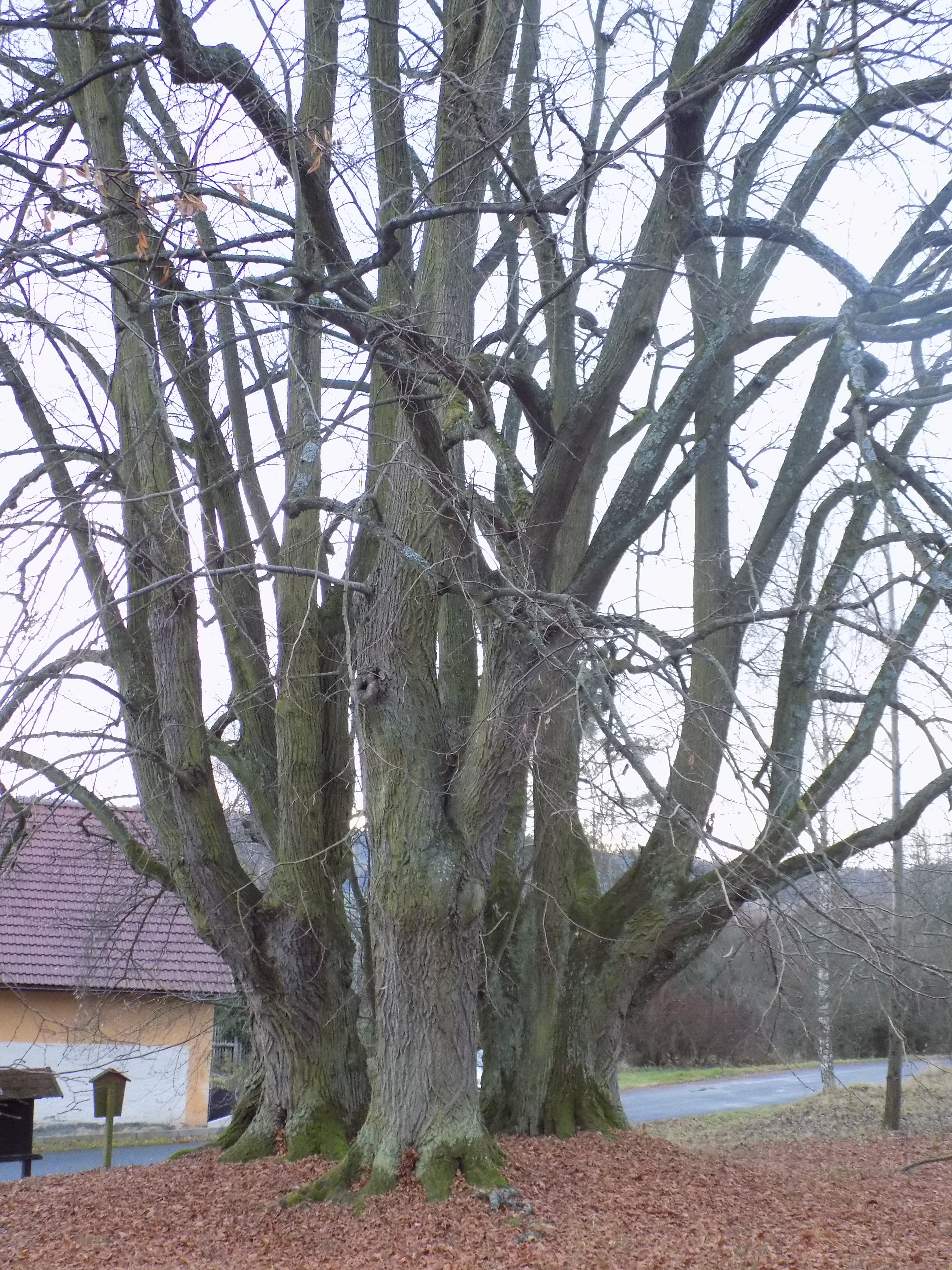
Skupina lip v Kamýku
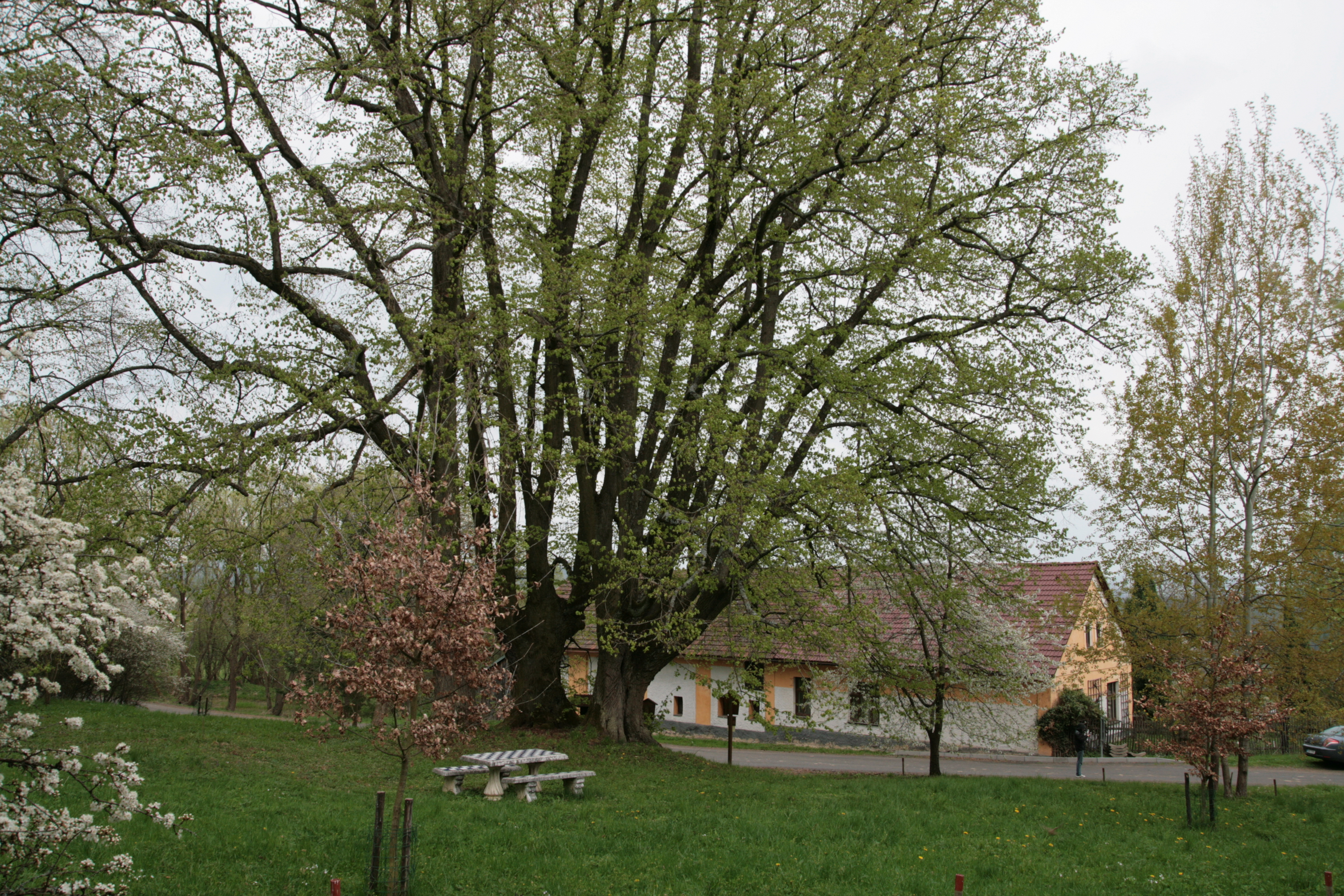
Lípy v Kamýku